# Il tè delle cinque
Il tè delle cinque è un dipinto a olio su tela (64,8 × 92,7 cm) realizzato nel 1880 da Mary Cassatt.
È conservato nel Museum of Fine Arts di Boston. Questo quadro raffigura due donne nel loro aspetto quotidiano; la donna che siede sulla sinistra, la padrona di casa, e la sorella Lydia.
Coraggiosamente la pittrice le colloca lateralmente rispetto al centro della tela, quasi attribuendo altrettanto importanza ai riverberi di luce del servizio da tè ed alle linee elaborate del caminetto.
Tutte e due le donne rivolgono l'attenzione verso una persona che non si vede, ma si presume che si trovi dall'altra parte del tavolo.